# Dot i królik
Dot i królik (ang. Dot and the Bunny, 1983) – trzeci australijski film fabularno-animowany wyprodukowany przez Yoram Gross Studios. Opowiada o dalszych przygodach Dot, rudowłosej córki farmera oraz o tym, jak w dzień przed Wielkanocą znajduje małego królika, który zgubił się w lesie. Twórcą filmu jest Yoram Gross. Film był wyświetlany przez TVP3. Wersja lektorska była opracowana przez szczeciński ośrodek TVP.

## Fabuła
Dot kontynuuje poszukiwania zaginionego kangurka. Po drodze spotyka królika wielkanocnego. Okazuje się, że to zwierzę jest zaginionym dzieckiem kangurzycy.